# Бурачок Гмелина
Бурачок Гмелина (лат. Alyssum gmelinii) — многолетнее травянистое растение; вид рода Бурачок семейства Капустные (Brassicaceae).

## Ботаническое описание
Стебель высотой 10—20 см, ветвистый от основания, с приподнимающимися или почти прямостоячими стеблями, серо-зелёный от звёздчатых волосков. Бесплодные побеги обильные, густо облиственные.
Листья обратнояйцевидные, суженные в черешок.
Цветки собраны в кисть, удлиняющуюся при созревании плодов. Лепестки жёлтые, длиной 5—6 мм. Цветёт в апреле-мае.
Плоды — стручочки, овальные или округлые, на верхушке выемчатые, диаметром 3-5 мм.

## Распространение и экология
Лугово-степной вид, распространён преимущественно в чернозёмной полосе европейской части России, а также на Украине и в Молдавии. Растёт на песчаных почвах в степях и сухих борах, на выходах мела и известняка; отмечается также на нарушенных участках — отвалах канав, около дорог, по сухим лесосекам и заброшенным пашням. Растение используется в декоративных целях.

## Охранный статус
Занесен в Красную книгу Московской области, виду присвоена 2-я категория (сокращающийся в численности). Охраняется на территории Приокско-Террасного заповедника.